# 祖斯甸·布朗尼
賈斯汀·布朗利（1988年4月23日—）是一名美國出生的歸化菲律賓職業籃球運動員，最後效力於菲律賓籃球協會的巴朗加國王。他曾代表聖若望大學參加大學籃球比賽。
在2011年NBA選秀中落選後，布朗利曾於NBA發展聯盟效力於緬因塞爾提克與奧西歐拉魔術。2016年，他開始了第一段效力於PBA巴朗加國王的生涯，總共為球隊出戰五個不同時期。在巴朗加國王期間，他贏得了六座PBA總冠軍，包括四次PBA總督盃與兩次PBA委員盃冠軍。
他亦曾效力於菲律賓火焰，並在東南亞職業籃球聯賽奪得2017–18賽季冠軍。布朗利還在其他國家聯賽中獲得多項榮譽：2019年隨貝魯特體育奪得黎巴嫩籃球聯賽總冠軍與黎巴嫩盃冠軍；2020年隨沙迦奪得阿聯國家籃球聯賽冠軍；2024年則與雅加達明燈贏得印尼籃球聯賽總冠軍。除此之外，他還曾在墨西哥、義大利與法國打過職業籃球。
2023年1月，布朗利正式成為歸化菲律賓公民，得以代表菲律賓國家男子籃球隊參賽。他在同年2月完成國家隊首秀，並分別於2023年東南亞運動會及2022年亞洲運動會中奪得金牌。

## 大學生涯
布朗利大學 2009 年至 2011 年效力於聖若望大學紅色風暴。在2011 Big East籃球錦標賽四分之一決賽對陣羅格斯大學時，發生了一次爭議事件：比賽最後數秒，羅格斯以 63–65 落後並在前場發球，布朗利在中線附近截斷傳球後運球越過半場，隨後踩出界外並發生走步，此時比賽還剩 1.7 秒。他接著將球高高拋向空中慶祝。按照規則，這應該讓羅格斯獲得在前場發球並有機會追平或反超比分的機會，甚至可能因技術犯規獲得罰球。然而，計時器繼續運轉並歸零，裁判未判任何違例，聖約翰最終贏得比賽。

## 職業生涯

### 緬因塞爾提克(2011年)
在 2011年NBA選秀 中落選後，布朗利展開了他的職業籃球生涯，加盟NBA_G聯盟的緬因塞爾提克。

### 紐約尼克(2012年)
2012 年夏天，布朗利代表紐約尼克參加2012年 NBA夏季聯賽。他在 2013 年 NBA 訓練營前再次受邀參加2013年 NBA夏季聯賽。2013 年 9 月 30 日，他與尼克簽約，準備迎接2013–14賽季，但在 10 月 2 日便遭到裁掉，並於 10 月 4 日成為自由球員。

### 伊利海鷹(2013年–2014年)
2013 年 11 月 1 日，布朗利被尼克分配至NBA_G聯盟的伊利海鷹。在該賽季例行賽中，他場均得到 13.85 分、5.7 個籃板、2.3 次助攻、0.5 次阻攻與 1.4 次抄截。2014 年 1 月 10 日，他入選 NBA D-League Showcase 的榮譽提名隊（Honorable Mention Team）。同年 2 月 19 日，對陣德克薩斯傳奇時，他曾因調整名單而連續兩場未被激活；但在 2 月 28 日對陣印第安納瘋蟻時重新被激活。

### 巴朗加國王(2016年–2017年)

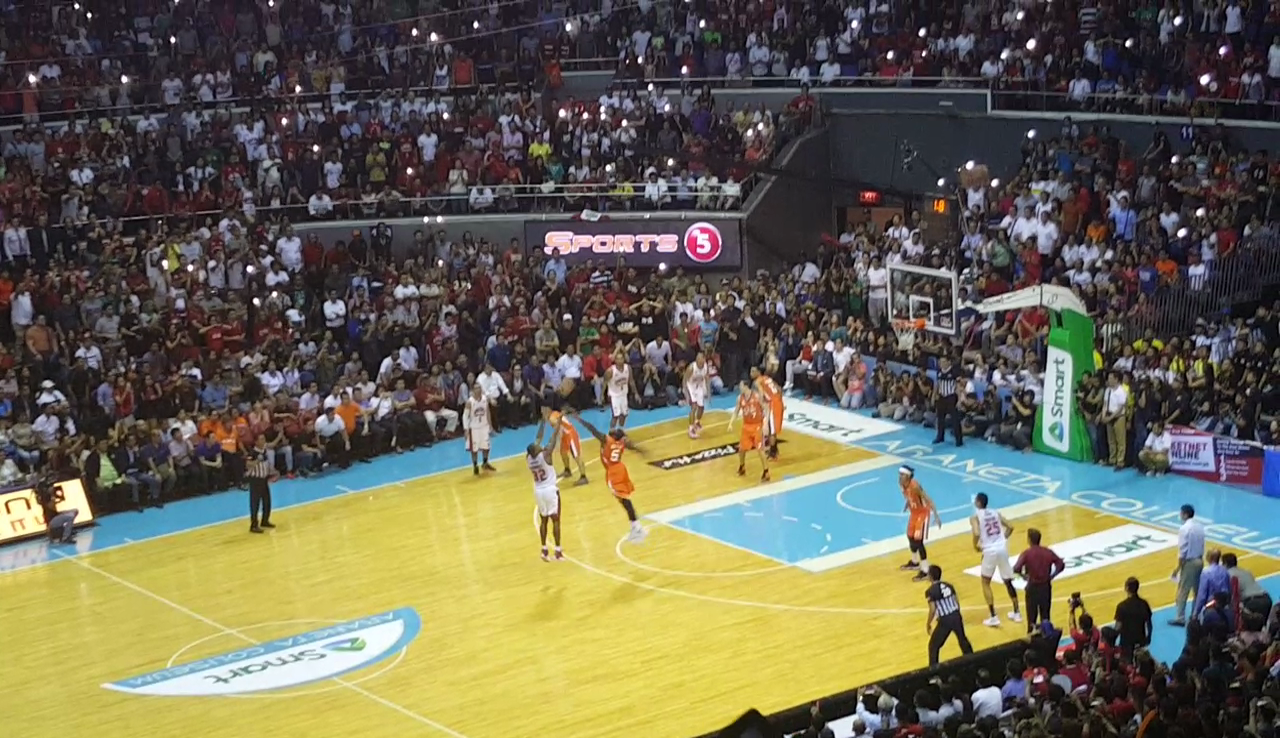
2016年PBA總督盃總冠軍賽第六戰，賈斯汀·布朗利出手嘗試命中致勝三分球的瞬間。

布朗利在首次代表巴朗加國王出賽時，即繳出 31 分與 13 個籃板的「雙十」表現，但球隊最終不敵阿拉斯加王牌.。
2016年PBA總督盃決賽第六戰中，他在終場前命中壓哨三分球，為巴朗加國王奪下睽違八年的總冠軍； 隔年，他再度幫助球隊蟬聯2017年PBA總督盃冠軍。
2018 年 5 月 21 日，巴朗加國王總教練提姆·孔恩證實，將以布朗利取代外援查爾斯·賈西亞，該消息最初由經紀人雪莉·雷耶斯（Sheryl Reyes）在社群媒體上披露。

### 菲律賓火焰(2017年–2018年)
布朗利第三度回到菲律賓，這次效力於東南亞職業籃球聯賽的菲律賓火焰。他與雷納爾多·巴爾克曼一同取代了雷吉·奧克薩與伊万·约翰逊成為球隊的洋將。在布朗利與巴爾克曼的幫助下，這支菲律賓隊於2017–18年ABL賽季奪得總冠軍，並在總冠軍系列賽中以五戰三勝擊敗來自泰國的莫諾吸血鬼。

### 巴朗加國王(2018年)
在結束東南亞職業籃球聯賽的賽程後，布朗利回到巴朗加國王，當時球隊在2018年PBA委員盃處於1–3的落後局面。布朗利幫助金布拉搶下第五種子，成功晉級季後賽。
在季後賽期間，布朗利場均得到27.4分、12個籃板、6.6次助攻與2.2次阻攻，帶領金布拉以3勝1負的戰績闖入PBA委員盃總決賽。
在2018年PBA委員盃總決賽第一場對陣生力啤酒人時，布朗利砍下42分、7個籃板、9次助攻和2次阻攻，帶領金布拉系列賽取得1–0領先。最終他贏得了自己第一座PBA最佳外援獎，並幫助球隊以4–2奪下總冠軍。

### Mighty Sports
布朗利受邀加入Mighty Sports，參加於2019年2月1日至9日舉行的第30屆杜拜國際籃球邀請賽。他與其他外援——前NBA球員拉馬爾·奧多姆以及中國男子籃球職業聯賽老將蘭多夫·莫里斯並肩作戰，強化球隊實力
。

他在2018年1月加盟ABL球隊菲律賓火焰，並協助菲律賓火焰在總決賽以場數3–2擊敗莫諾吸血鬼，首奪ABL總冠軍。

## 外部連結
- 贾斯廷·布朗利在fiba.basketball（英语）
- 贾斯廷·布朗利在NBA G聯盟官網（英语）
- 贾斯廷·布朗利在法國籃球甲級聯賽官網（法语）
- 贾斯廷·布朗利在Basketball-Reference.com（NBA）（英语）
- 贾斯廷·布朗利在Basketball-Reference.com（NBA G聯盟）（英语）
- 贾斯廷·布朗利在Basketball-Reference.com（國際）（英语）
- 贾斯廷·布朗利在Sports-Reference.com（NCAA）（英语）
- 贾斯廷·布朗利在Eurobasket.com（球員）（英语）
- 贾斯廷·布朗利在Proballers（英语）
- 贾斯廷·布朗利在RealGM（球員）（英语）
- 贾斯廷·布朗利在Flashscore（英语）
- Justin Brownlee